# Сигизмундов план Москвы

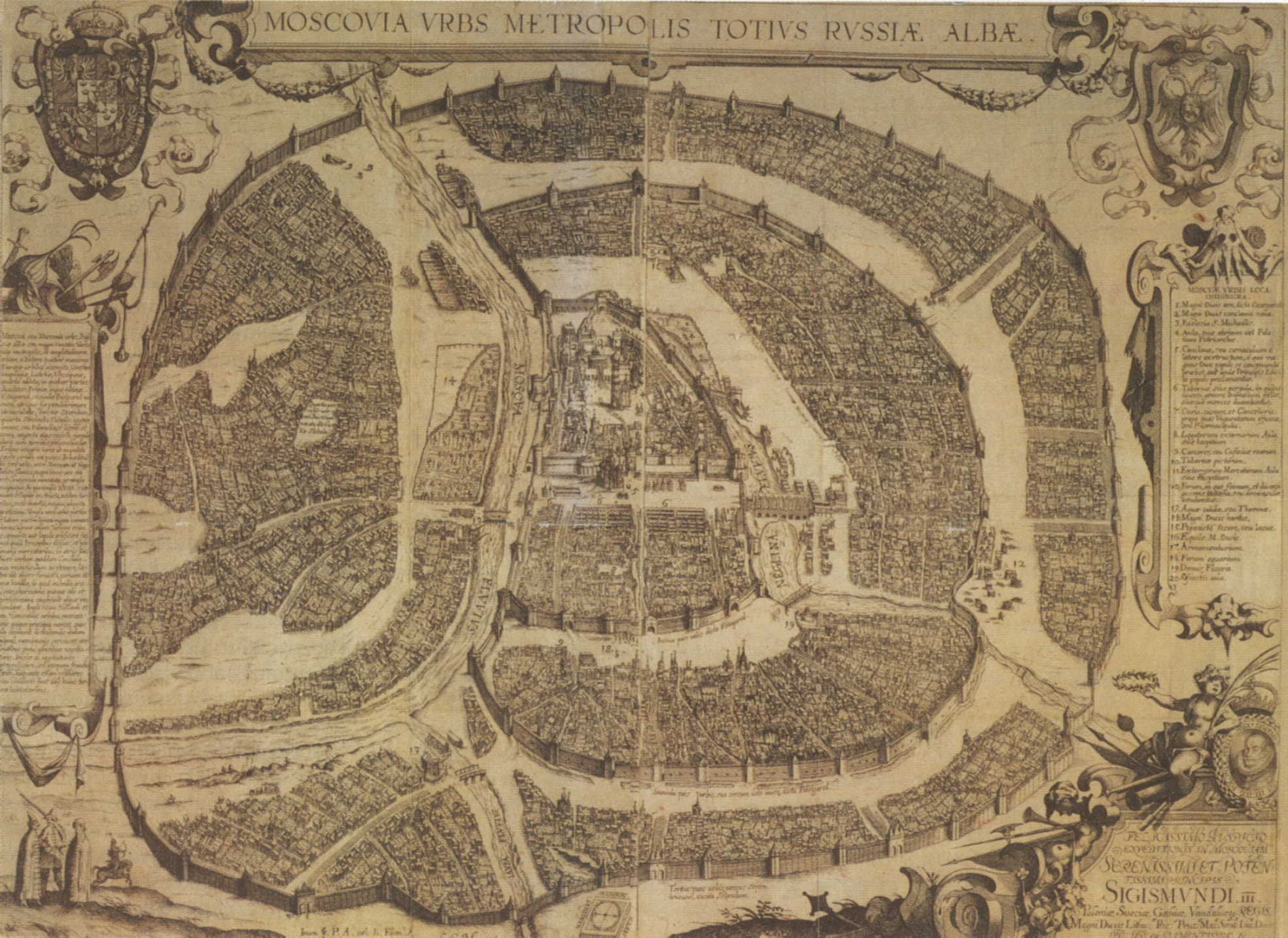
План Москвы. Гравюра 1610 года.

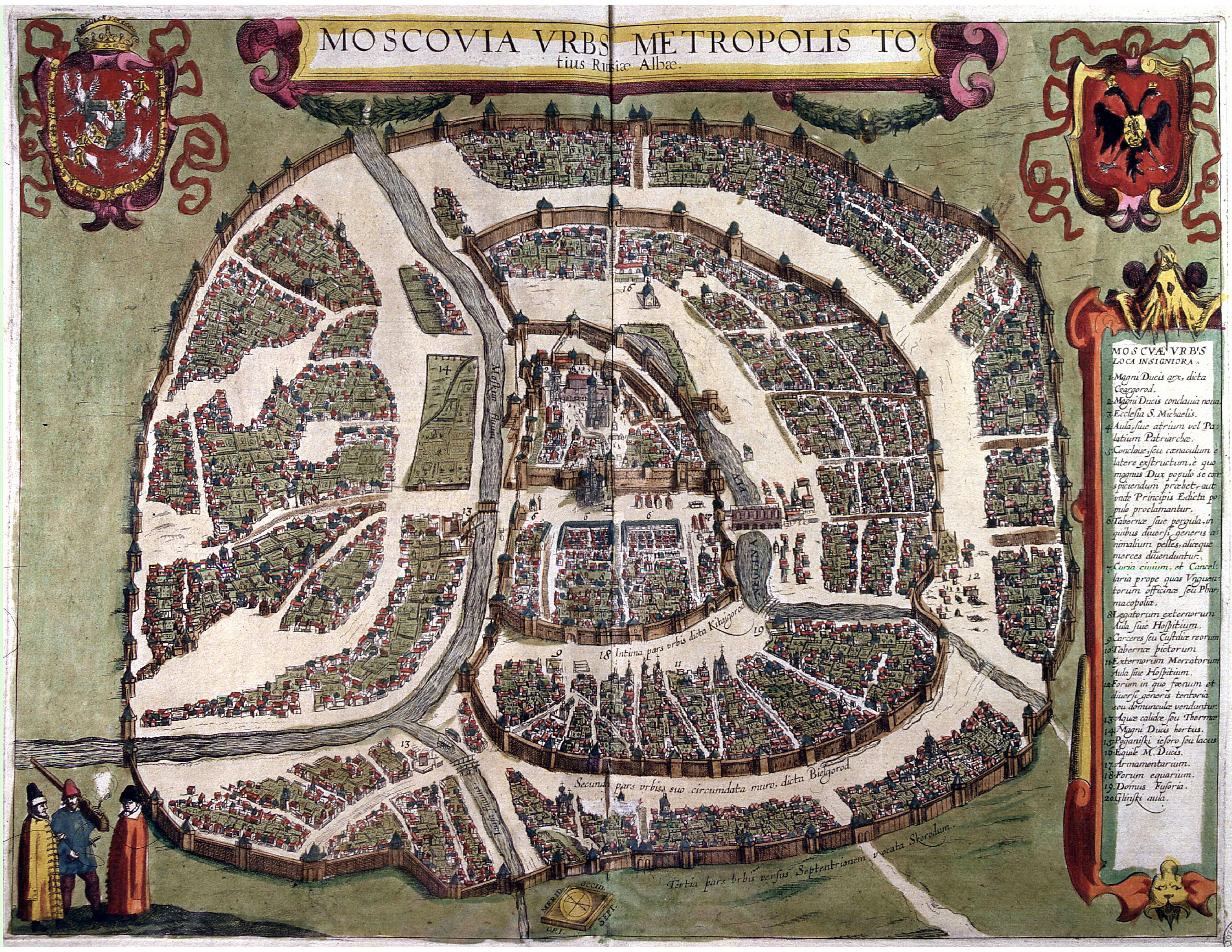
План Москвы. Гравюра 1618 года.

Сигизмундов план Москвы — наиболее подробный план Москвы допетровского времени. Озаглавлен как «Москва, столичный город всей Белой Руси» (лат. Moscovia urbs metropolis totius Russiae Albae).
План датирован 1610 годом, до похода Сигизмунда на Россию, о чём сказано в посвящении Абелина: «Счастливейшему предзнаменованию похода на Москву светлейшего и могущественнейшего Государя Сигизмунда III… посвящает J.G.P.A. в год 1610». План был составлен Иоганном Готфридом Филиппом Абелином и выгравирован в Аугсбурге Лукой Килианом согласно привилегии польского и шведского короля Сигизмунда III. Имя художника было обозначено рядом с именем гравёра в виде четырёх букв: I.G.P.A., причём первые две буквы изображены в виде монограммы.
План изображает Москву в пределах современного Садового кольца, ориентирован на запад, красочно орнаментирован. Он отличается большой точностью, подробно изображает планировку Москвы, достоверно передает облик отдельных зданий и общий характер застройки. По сторонам картуша с титулом помещены гербы: справа — Московского царства, слева — герб Сигизмунда III. На гравюре Л. Килиана 1610 года помещён портрет Сигизмунда III. У рамки справа — указатель объектов, обозначенных на плане, перевод которых даётся ниже:
1. Замок великого князя, называемый Царь-город
2. Новые палаты великого князя
3. Церковь Св. Михаила
4. Двор или палаты патриарха
5. Помещение или возвышение, устроенное из кирпича, с которого великий князь показывается народу или провозглашаются народу указы государя
6. Шалаши или палатки, в которых продаются шкуры разного рода зверей или другие товары
7. Земский приказ и канцелярия, близ которых заведения торговцев благовонными мазями или аптекарские склады
8. Двор или гостиница иностранных послов
9. Тюрьмы или места заключения для преступников
10. Палаты живописцев, иконный ряд
11. Двор или гостиница иностранных купцов, гостиный двор
12. Площадь, на которой продаются сено и разного рода палатки и домики
13. Тёплые воды или бани
14. Сад великого князя
15. Поганое озеро или пруд
16. Конюшня великого князя
17. Арсенал
18. Конная площадь
19. Литейный (пушечный) дом
20. Двор Глинских

На левой стороне плана Л. Килиана 1610 года помещён латинский текст, в переводе на русский указывающий следующее:

Москва или Московия, столичный город Белой Руси или великого княжества Московского, по величине своей ещё Ботером отнесённая к четырём крупнейшим городам Европы, — после Константинополя, Парижа, Лиссабона — четвёртый; разделяется на четыре части. Первая, внутренняя — Китай-город, вторая — Белгород, каждая окружена своей стеной; третья — Скородум; четвёртая — Стрелецкая слобода; все они обнесены валом, или Полянкой, — из брёвен, засыпанных землёй; с прекраснейшими башнями. Его едва может объехать за три полных часа лёгкий всадник. Почти в центре города, между реками Москвой и Неглинной, расположен замок великого князя, называемый Царь-городом, весьма обширный и величественный. В нём 18 церквей, выстроенных из цемента и камня, со столькими же башнями, с позолоченными верхами, величественных и весьма красивых на вид. Церкви в городе, — частично кирпичные, частично деревянные; большое число домов — деревянные, потому что никому нельзя строить из цемента или камня, только некоторым знатным лицам и первостатейным купцам можно строить на своих дворах палаты или хранилища из кирпича и со сводом, небольшим и низким, куда, при возникновении пожара, они сносят и прячут всё своё самое лучшее и драгоценнейшее. Там складывают свои товары все знатнейшие купцы: английские, голландские и из ганзейских городов, занимающиеся продажей сукна, шёлковых и благовонных товаров. Жители весьма способны к торговле, но большие обманщики, однако несколько образованнее и обходительнее других жителей этой земли.

Впервые план был издан в 1610 году (гравюра на меди, гравёр L. Killian, размер по листу 52×70 см), известны его экземпляры, хранящиеся в ГИМ в Москве и в РНБ в Санкт-Петербурге. В 1618 этот план был перегравирован с уменьшением для шестого тома шеститомного «Обозрения знатнейших городов всего мира» Георга Брауна, издаваемых в городе Кёльне (гравюра на меди 35×46 см по рамке).
Иногда именем Сигизмундов план называется первое гравированное изображение Москвы из книги Сигизмунда Герберштейна, выпущенной в свет в 1556 году.